# Instituto Nacional de Estadística, Estudios Económicos y Demográficos de Chad
El Instituto Nacional de Estadística, Estudios Económicos y Demográficos (en francés: Institut national de la statistique, des études économiques et démographiques, sigla INSEED) es el servicio estadístico oficial de Chad. Con sede en la capital Yamena, fue creado en 2000 en su forma actual y sus actividades se organizan en el marco general del sistema estadístico de Chad. 

## Historia
Creado por decreto presidencial,  el INSEED es un organismo público dotado de personalidad jurídica y autonomía financiera. Bajo la supervisión del ministro responsable de la promoción y el desarrollo económicos le corresponde realizar actividades estadísticas de interés general y asegurar la coordinación técnica de las actividades del sistema estadístico nacional.

## Misión
Según su decreto de creación, la misión del INSEED es :
- recopilación, explotación, análisis y difusión de información estadística de interés nacional ;
- coordinación del sistema estadístico nacional en el marco de la secretaría del Consejo Superior de Estadística y la presidencia del comité de programas estadísticos respectivamente ;
- realizar las operaciones estadísticas previstas en el programa estadístico nacional ;
- estudio a petición del Estado, instituciones privadas u otras organizaciones de cuestiones económicas, demográficas, sociales y ambientales relacionadas con el campo estadístico ;
- gestión de directorios o archivos principales ;
- centralización, recopilación de estadísticas de otros servicios productores y garantía de su difusión en forma de resúmenes. ;
- participación en la elaboración de cualesquiera normas administrativas en los campos estadístico, económico y demográfico.

## Organización
Como establecimiento público, el Instituto cuenta con un Consejo Directivo y una Dirección General.

### Consejo de Administración
El Consejo de Administración administra el INSEED y su composición se fija mediante decreto del Consejo de Ministros. Su presidente es nombrado por decreto adoptado en el Consejo de Ministros a propuesta del Ministro responsable

### Dirección General
El INSEED está dirigido por un director general designado por decreto adoptado por el Consejo de Ministros a propuesta del Consejo de Administración. El director general dirige y coordina las actividades del INSEED y es secretario del Consejo Superior de Estadística.

## Historia
En 1954, en el marco de la organización estadística del África Ecuatorial Francesa (AEF), que entonces contaba con una Oficina Central de Estadística, se creó en Chad una Oficina de Estadística, dentro de la Dirección de Estadística de la economía.
Tras la disolución de la AEF en 1958, y tres años después de la independencia, en 1963 la Oficina pasó a ser un Servicio General de Estadística adscrito a la Comisión de Planificación. Luego en 1968, este servicio se agrupó con el servicio de cuentas económicas y el servicio de encuestas y censos para formar la Dirección de Estadística y Estudios Económicos (DSEE).
1972, la DSEE ve reducida su condición a la de subdirección de estadística, pero en 1978, 
un decreto presidencial  la restableció como Dirección de Estadística, Estudios Económicos y Demográficos (DSEED) y en 2000 pasó a ser el Instituto Nacional de Estadística, Estudios Económicos y Demográficos.
| apellido                       | Período                 |
| ------------------------------ | ----------------------- |
| Ahmat Mahamat Bachir           | août 2003 -octobre 2003 |
| Nabia Kana                     | janvier 2002 -août 2003 |
| Gognin Gomdigué                | 1994 -décembre 2001     |
| Ngakoutou Roné Beyem           | 1989 - 1994             |
| Rimteta Ranguebaye             | 1985 - 1989             |
| Seth morbio                    | 1983 - 1985             |
| Gata N'Goulou                  |                         |
| Nassour Guelengdouksia Ouaidou | 1974 - 1976             |